# سامي مورغان
سامي مورغان (بالإنجليزية: Sammy Morgan)‏ (3 ديسمبر 1946 ببلفاست في المملكة المتحدة - ) هو مدرب كرة قدم ولاعب كرة قدم بريطاني في مركز الهجوم. شارك مع منتخب أيرلندا الشمالية لكرة القدم. أما مع النوادي، فقد لعب مع أستون فيلا وبرايتون أند هوف ألبيون وبورت فايل وسبارتا روتردام وكامبريدج يونايتد ونادي غرونينغن ونادي غورلستون ‏.

## مسيرته الكروية
لعب سامي مورغان خلال مسيرته الاحترافية مع 6 أندية في اثنا عشر موسمًا وسجل خلالها 53 هدفًا ضمن 266 مباراة. ولم يفز بأي موسم بالكأس أو بالدوري.
خاض سامي مورغان مسيرته مع نادي بورت فايل في موسم 1969–70 ليلعب معه أربعة مواسم، مشاركًا في 114 مباراة سجل خلالها 25 هدفًا. ثم انتقل إلى نادي أستون فيلا في موسم 1973–74 واستمر معه طيلة ثلاثة مواسم، حيث شارك في 40 مباراة سجل خلالها 9 أهداف. لينتقل بعدها إلى نادي برايتون أند هوف ألبيون في موسم 1975–76 ولمدة موسمين، مشاركًا في 35 مباراة سجل خلالها 8 أهداف. ثم انتقل إلى نادي كامبريدج يونايتد في موسم 1977–78 لمدة موسم واحد، مشاركًا في 37 مباراة سجل خلالها 4 أهداف. هذا وانتقل لاحقًا إلى نادي سبارتا روتردام في موسم 1978–79 لمدة موسم واحد، مشاركًا في 23 مباراة سجل خلالها 5 أهداف. ثم انتقل بعدها إلى نادي غرونينغن في موسم 1979–80 لمدة موسم واحد، مشاركًا في 17 مباراة سجل خلالها هدفين.

## وصلات خارجية
- سامي مورغان على موقع الاتحاد الأوربي (الإنجليزية)
- سامي مورغان على موقع ناشيونال فوتبول تيمز (الإنجليزية)